# Judy Dater

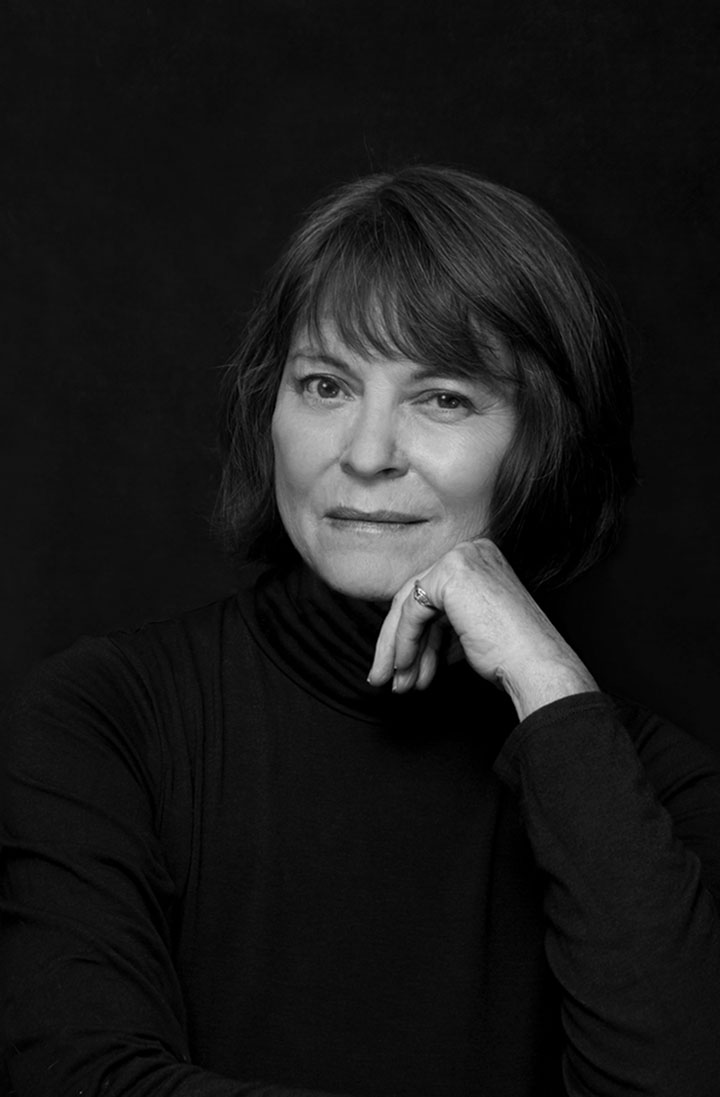
Twinka Thiebaud

Judy Dater (* 21. Juni 1941 in Hollywood) ist eine US-amerikanische Fotografin und Feministin.
Ihr vermutlich bekanntestes Foto ist Imogen and Twinka at Yosemite, welches 1974 aufgenommen wurde. Das Bild zeigt die Begegnung einer älteren Dame (Imogen Cunningham), eine der ersten amerikanischen weiblichen Fotografinnen, mit einer Nymphe aus den Wäldern des Yosemite National Parks. Die Nymphe ist das Model Twinka Thiebaud. Das Foto wurde 1976 im Life Magazin, in der Ausgabe über die ersten 200 Jahre der amerikanischen Frau, publiziert.
Ihre Fotografien, wie etwa ihre Selbstporträtserie, wurden auch im J. Paul Getty Museum ausgestellt.

## Leben
Judy Dater wurde 1941 in Hollywood als einziges Kind von Ben Lichtenfeld und Lillian Korson Lichtenfeld aus Philadelphia geboren und wuchs in Los Angeles auf. Ihr Vater war der Besitzer eines Filmtheaters, welches Judy Daters Interesse an der Fotografie schon in der Kindheit weckte und ihre Bilder beeinflusste. Bevor Judy Dater nach San Francisco ging, studierte sie zwischen 1959 und 1962 Kunst an der UCLA. 1962 heiratete sie Dennis Dater und wurde 1963 geschieden. An der San Francisco State University absolvierte sie schließlich 1963 ihren Bachelor und 1966 ihren Master-Abschluss in Fotografie. Während ihres Fotografiestudiums lernte sie Jack Welpott kennen, welchen sie 1971 heiratete. 1975 wurde das gemeinsame Werk Women and Other Visions veröffentlicht. 1977 ließen sich die beiden scheiden.
1964 lernte Dater Imogen Cunningham bei einem Workshop über das Leben und die Arbeit von Edward Weston in Big Sur Hot Springs, welches später das Esalen-Institut wurde, kennen. Dater wurde von Cunninghams Leben und Arbeit stark inspiriert. Sie teilten das Interesse an Porträts und waren bis zu Cunninghams Tod (1976) befreundet. Drei Jahre später veröffentlichte Dater Imogen Cunningham: A Portrait, welches neben Fotografien von Dater und Cunningham, Interviews mit fotografischen Zeitgenossen, sowie Freunden und Familienmitgliedern Cunninghams enthielt. Dater wurde neben Ansel Adams, Brett Weston, Wynn Bullock und Cunningham Mitglied der West Coast School of Photography. Sie alle zeigten Interesse an Daters Arbeiten und ermutigten sie dazu, eine fotografische Karriere zu beginnen.
Dater ist auch für ihre Selbstporträts bekannt. Sie kreierte Charaktere, die sowohl die bewussten als auch unbewussten Anliegen einer Frau repräsentierten. Ihre Selbstporträtserie beinhaltete Titel wie Ms. Cling Free und Leopard Woman. Sie fotografierte auch andere Frauen und benutzte dazu hauptsächlich natürliche Lichtquellen. Bis 1979 fotografierte sie ausschließlich in Schwarz-weiß. Danach erschienen ihre ersten farbigen Werke.
Andere Bücher von Dater sind: Judy Dater: Twenty Years (1986), Body and Soul (1988) und Cycles (Japanische Version: 1992, Amerikanische Version: 1994). 1978 erhielt Dater ein Guggenheim-Stipendium. Außerdem erhielt sie 1976 und 1988 zwei individuelle Stipendien der National Endowment for the Arts Stiftung.
Judy Dater lebt zurzeit mit ihrem Mann Jack B. von Euw in Berkeley. Sie hat ein abwechslungsreiches Leben, in dem sie unterrichtet, Bücher schreibt, auf Reisen geht, Workshops hält und laufend Drucke, Videos und Fotografien erstellt.

## Fotografie
Judy Dater benutzt die Fotografie als ein Instrument, um die traditionellen Vorstellungen an den weiblichen Körper in Frage zu stellen. Ihre frühen Werke entstanden parallel zu der Entstehung der Frauenbewegung und werden damit assoziiert. Zu einer Zeit, in der es gewagt war, den nackten weiblichen Körper herzuzeigen, fotografierte Dater nackte Frauen und verschob somit die Grenzen des in der Gesellschaft Akzeptierten. Sie tat dies jedoch in einer Art, in der sie Subjekte, oft sich selbst, nicht objektifizierte. Dater begann in den 60er Jahren mit der Fotografie und ist heute noch tätig. Mark Johnstone, ein in Idaho Ansässiger, den Dater in den frühen 80er Jahren fotografierte, sagte über sie: “During this time, she never got swayed by or indulged in trends, but moved with her own vision. She’s one of the few successful women in the art world, especially photography, who never depended on ongoing academic support to fuel and expand her artistic exploration.” Obwohl Dater immer wieder mit verschiedenen Kompositionen experimentierte, blieben die Kernaussagen ihrer Fotos relativ konstant. Ihre Fotografien und ihr Spezialgebiet, die Porträts, wurden in Schwarz-weiß und später auch in Farbe aufgenommen. Sie fotografierte im Südwesten der USA und posierte in aktivistischer Weise die weiblichen Stereotypen. In ihrem 1982 veröffentlichten Porträt, Ms. Clingfree, demonstrierte sie als letztes mit einem Arrangement aus verschiedenen Reinigungsartikeln.
Dater wurde von der kulturellen Vermischung von Fotografie und Feminismus und der zweiten Welle des Feminismus zwischen 1960 und 1980 beeinflusst. In den 1980ern hat sich einiges geändert und die US-amerikanische Politik wurde konservativer. Die feministische Bewegung flaute ab und einige Feministinnen wurden von den sexistischen Einstellungen und Verhalten entmutigt. Mit Daters Fotografien und ihrem Lebensstil schaffte sie es, die konservativen Ansichten zu übertreffen und ihre Ansichten ihrem Publikum näher zu bringen.
Die als Selbstporträtserie bekannte Fotoserie und auch eine ihrer bekanntesten Fotoserien, die in den 1980ern aufgenommen wurde, beschäftigte sich mit den Themen Identität, Feminismus und der Verbindung zwischen Mensch und Natur. Dater hat es geschafft, durch ihre Fotografien das Leben, die Beziehungen und persönlichen Emotionen einer Frau festzuhalten und zu repräsentieren. Zum Beispiel präsentiert Dater das Thema Feminismus in ihrer Fotografie My Hands, Death Valley durch die Platzierung der Hände des Models. Ihre Hände sind faltig und spröde, ein Zeichen des Alterns. Das Thema persönliche Identität wird durch die Verbindung mit dem Feminismus erforscht. Das Bild wurde im diesigen Death Valley aufgenommen. Die Böden sind trocken und die Hände von der Witterung mitgenommen. Das Model versucht das Fenster zu öffnen. Die Verbindung zwischen dem Menschen und der Natur wird durch die Hintergrundlandschaft und den Standort der aufgenommenen Szene verdeutlicht.